# Ланкат
Ланкат (индон. Langkat) — округ в провинции Северная Суматра. Административный центр — город Стабат.

## История
До европейской колонизации эти земли входили в состав султаната Ланкат.

## Население
Согласно оценке 2007 года, на территории округа проживало 1 027 414 человек.

## Административное деление
Округ делится на следующие районы:
- Бабалан
- Бахорок
- Батанг-Серанган
- Беситанг
- Бинджай
- Брандан-Барат
- Гебанг
- Хинай
- Куала
- Кутамбару
- Паданг-Туаланг
- Пангкалан-Сусу
- Пематанг-Джая
- Салапиан
- Савит-Себеранг
- Сечанганг
- Сей-Бингей
- Сей-Лепан
- Селесай
- Сирапит
- Стабат
- Танджунг-Пура
- Вампу